# Lamantin Island
Lamantin Island (englisch; bulgarisch остров Ламантин ostrow Lamantin, deutsch ‚Rundschwanzseekuhinsel‘) ist eine teilweise vereiste, in südwest-nordöstlicher Ausrichtung 812 m lange und 318 m breite Insel in der Gruppe der Dannebrog-Inseln im Wilhelm-Archipel vor der Graham-Küste des Grahamlands auf der Antarktischen Halbinsel. Sie liegt 135 m südwestlich von Tyulen Island, 1,66 km westnordwestlich von Meduza Island und 478 m nordwestlich von Yastreb Island
Britische Wissenschaftler kartierten sie 2001. Die bulgarische Kommission für Antarktische Geographische Namen benannte sie 2020 deskriptiv, da sie in ihrer Form entfernt an eine Rundschwanzseekuh, auch bekannt als Manati, erinnert.